# Voltairine de Cleyre

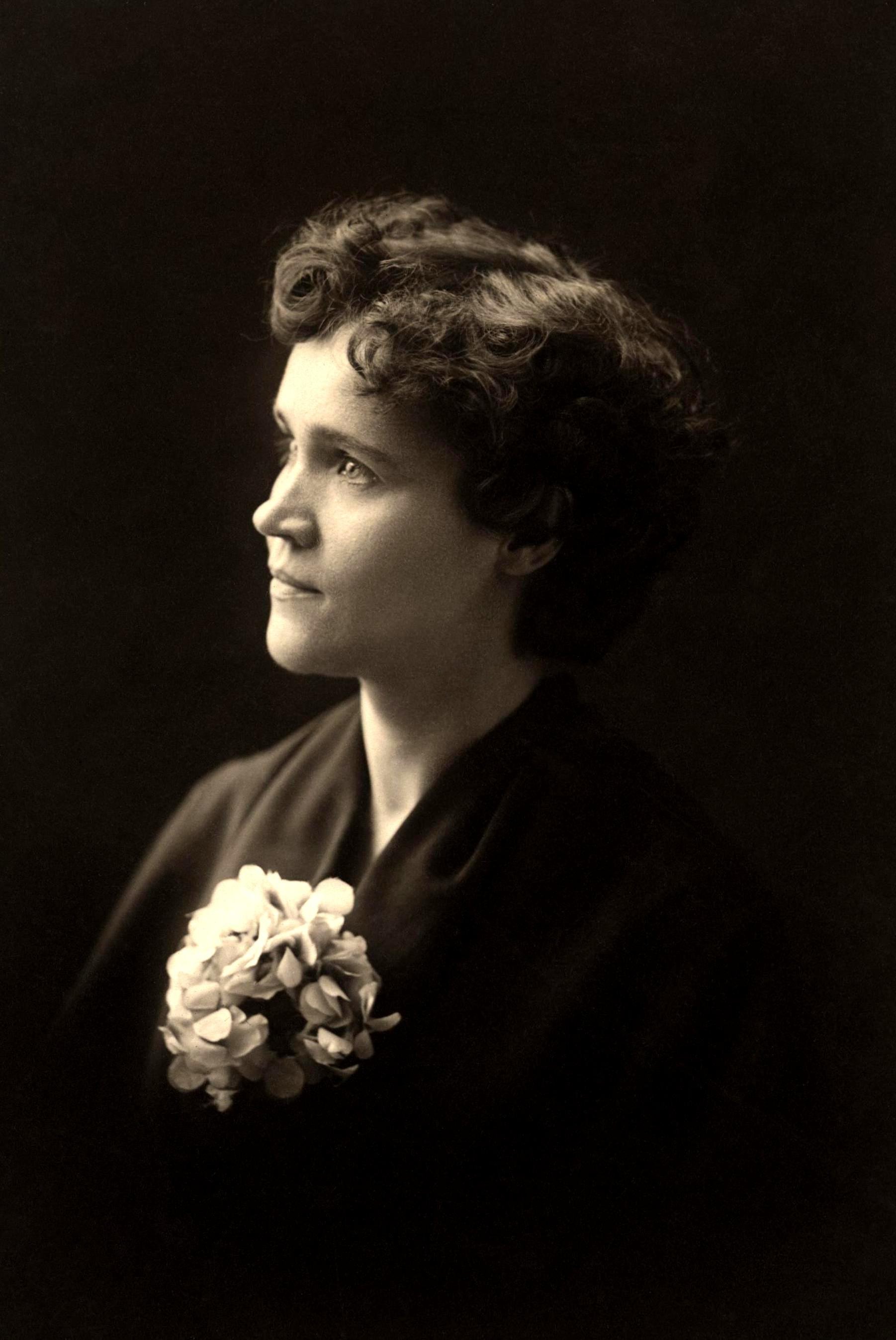
de Cleyre im Alter von 35 Jahren in Philadelphia

Voltairine de Cleyre (* 17. November 1866 in Leslie, Michigan; † 20. Juni 1912 in Chicago) war eine US-amerikanische Autorin und Anarchistin.

## Leben
Geboren in der Kleinstadt Leslie in Michigan, wurde sie als Teenager in ein katholisches Kloster geschickt, da der Vater die Familie nicht ernähren konnte. Dadurch wurde sie eher zum Atheismus als zum Christentum getrieben. Das Kloster befand sich in Sarnia (Ontario), Kanada. Über die dort verbrachte Zeit sagte sie:

… es war wie das Tal des Schattens des Todes, dort sind weiße Narben auf meiner Seele, wo Ignoranz und Aberglaube mich mit ihrem Höllenfeuer in diesen drückenden Tagen verbrannten.

Sie versuchte wegzulaufen und schwamm nach Port Huron (Michigan); sie wanderte 17 Meilen, wo sie Freunde ihrer Familie traf, die ihren Vater kontaktierten und sie zurückschickten. Sie rannte nochmals weg und ging nie mehr zurück.
Familiäre Verbindungen zur Bewegung der Abolitionisten und der Underground Railroad, zusammen mit der harten und dauerhaften Armut, in der sie aufwuchs, sowie nach dem Philosophen Voltaire benannt zu sein, trugen zur radikalen Haltung bei, die sie nach ihrer Jugend entwickelte. Nach der Ausbildung im Kloster begann de Cleyre ihr intellektuelles Engagement im stark antiklerikalen freethought movement, in dem sie Vorträge hielt und Artikel in Freidenker-Publikationen veröffentlichte.
Während ihrer Zeit in der Freidenkerbewegung der mittleren und späten 1880er wurde de Cleyre besonders von Thomas Paine, Mary Wollstonecraft und Clarence Darrow beeinflusst. Weitere Einflüsse kamen von Henry David Thoreau, Big Bill Haywood und später Eugene Debs. Nach der Erhängung der Haymarket-Demonstranten 1887 wurde sie Anarchistin: „Bis dahin glaubte ich an das Wesen der Gerechtigkeit der amerikanischen Gesetze durch die Geschworenengerichte“, schrieb sie in einem autobiographischen Essay, „danach konnte ich das nie mehr“.

Voltairine de Cleyre 1897

1887 lernte sie den Anarchismus kennen, zunächst in der Gestalt des individualistischen Anarchismus. Sie dehnte jedoch ihren Horizont rasch aus und akzeptierte anarchistische Positionen jeglicher Richtung als legitim – ob militant oder pazifistisch, ob mutualistisch, individualistisch oder kommunistisch – und bezeichnete sich selbst lediglich als Anarchistin ohne einschränkendes Beiwort. So schrieb sie über die verschiedenen ökonomischen Modelle, die von Anarchisten vertreten wurden:

Ich glaube, dass diese und viele andere an verschiedenen Orten durchaus mit Erfolg erprobt werden können; ich möchte, dass sich die Instinkte und Lebensgewohnheiten der Menschen in jeder Gemeinschaft in freier Auswahl ausdrücken können; und ich bin mir sicher, dass verschiedene Umgebungen unterschiedliche Lösungen verlangen. Obwohl ich anerkenne, dass die Freiheit unter jedem dieser ökonomischen Modelle außerordentlich vergrößert werden würde, gestehe ich offen, dass mich keines davon befriedigt. Sozialismus und Kommunismus verlangen ein Maß an gemeinsamer Anstrengung und Verwaltung, die mehr Regulierung mit sich bringt, als es mit dem idealen Anarchismus vereinbar ist; Individualismus und Mutualismus erfordern die Einrichtung einer privaten Polizei, da sie auf dem Eigentum beruhen, was sich mit meinen Vorstellungen von Freiheit überhaupt nicht verträgt. Mein Ideal wäre eine Situation, in der alle natürlichen Ressourcen für immer frei für alle zugänglich sind, und der Arbeiter individuell alles zur Befriedigung seiner Grundbedürfnisse herstellen kann, wenn er mag, so dass er Arbeit und Muße nicht an den Zeiten der anderen ausrichten muss. Ich glaube, eine solche Zeit wird kommen, aber nur durch die Entwicklung neuer Produktionsweisen und eines anderen Geschmacks der Menschen. Einstweilen rufen wir alle mit einer Stimme nach der Freiheit des Versuchens.

Und zu den unterschiedlichen Methoden, die vorgeschlagen wurden, meinte sie:

Ihr fragt nach einer Methode? Fragt ihr den Frühling nach seiner Methode? Was ist notwendiger, Sonnenschein oder Regen? Sie schließen einander aus - richtig; sie vernichten einander - richtig, doch aus dieser Vernichtung wachsen die Blumen. Jeder wähle die Methode, die seine Eigenheit am besten ausdrückt und niemand verurteile einen anderen, weil er sein Selbst auf andere Weise ausdrückt.

Zwischen 1889 und 1910 lebte sie in Philadelphia, wo sie jüdische Einwanderer Englisch lehrte. Sie legte stets Wert darauf, für sich selbst aufzukommen und nahm keine Honorare für ihre anarchistischen und freidenkerischen Vorträge, die ihr bald überregionale Bekanntheit verschafften.
Seit 1892 engagierte sich de Cleyre in der Ladies Liberal League (Frauenfreiheitsverein), ab Mitte der 1890er Jahre für die Radical Library in Philadelphia, die bis in die 1940er Jahre existierte. Einem weiteren Publikum wurde sie vor allem durch ihre Gedichte und Kurzgeschichten bekannt, in denen sie neben sozialen und freidenkerischen Texten die Naturlyrik pflegte. Im Jahre 1897 reiste sie nach England, wo sie Max Nettlau, Peter Kropotkin, Louise Michel und Fernando Tarrida del Mármol kennenlernte.
Sie zog 1910 nach Chicago, um an der Ferrer Sunday School und der ähnlich ausgerichteten Chicago Modern School zu lehren. Ihr letztes Engagement galt der mexikanischen Revolution, zu deren Unterstützung sie sogar einen Umzug nach Kalifornien erwog. Es gelang ihren Freunden, kurz nach ihrem Tod 1912 einen Sammelband ihrer literarischen und theoretischen Arbeiten herauszubringen.
Sie war als herausragende Sprecherin und Autorin bekannt – nach ihrem Biograph Paul Avrich war sie „ein größeres literarisches Talent als jeder andere amerikanische Anarchist“ – und eine nimmermüde Vertreterin der anarchistischen Sache, deren „religiöser Eifer“, so sagte Goldman, „alles was sie tat auszeichnete.“ Die Freundschaft mit Emma Goldman litt unter der Verschiedenheit der Lebensauffassung beider Frauen: Voltairine de Cleyre sah in der lebensfrohen Art Goldmans Ansätze zu einer Verbürgerlichung, eine Konzession an die bürgerliche Überschätzung der Dinge gegenüber den Menschen. Emma Goldman legte ihr diese Kritik als Kleinlichkeit aus.

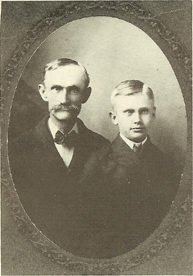
James B. Elliot und de Cleyres Sohn Harry

De Cleyres Beziehungen zum anderen Geschlecht waren turbulent. Sie war nah befreundet mit Dyer D. Lum, von dem sie auch inspiriert wurde: „ihr Lehrer, ihr Vertrauter, ihr Genosse“ aber Lum beging 1893 Suizid. Am 12. Juni 1890 gebar sie ihren Sohn Harry, dessen Vater der Freidenker James B. Elliot war. Das Kind wurde ihr weggenommen, als sie das Zusammenleben mit Elliot verweigerte.
Während ihres ganzen Lebens wurde sie von Krankheit und Depression geplagt, beging mindestens zweimal Suizidversuche und überlebte einen Mordversuch am 19. Dezember 1902. Ihr Angreifer, Herman Helcher, war ein früherer Schüler, den eine Fiebererkrankung in der Kindheit geisteskrank gemacht hatte. Als der Senator Hawley in der Hysterie nach der Ermordung Präsident McKinleys (1901) ein Kopfgeld auf Anarchisten aussetzte, bot sie sich ihm in einem offenen Brief als Zielscheibe an. Tatsächlich wurde im folgenden Jahr ein Attentat auf sie verübt, wenn auch nicht von dem Senator. Sie wurde schwer verletzt, trotzdem rief sie traditionsgemäß die anarchistische Bewegung zur Unterstützung des Attentäters während seiner Gerichtsverhandlung auf. Sie vergab ihm sofort und schrieb:

Es wäre ein Verbrechen gegen die Zivilisation, ihn für das Ergebnis eines kranken Gehirns in ein Gefängnis zu stecken.

Die Kugeln konnten aus ihrem Körper nicht entfernt werden und untergruben ihre ohnehin schlechte Gesundheit weiter. Der Angriff ließ sie mit chronischen Ohrenschmerzen und Kehleninfektion zurück, die ihre Konzentrations- und Redefähigkeit nachhaltig zum Nachteil beeinflussten.
1903 reiste sie nach Norwegen, um sich etwas zu erholen. Bei der Einreise wurde sie festgenommen, da zu dieser Zeit der deutsche Kaiser Wilhelm im Lande weilte, und die Polizei vermutete, sie sei gekommen, ihn zu ermorden. In der Folgezeit verschlechterte sich ihre Gesundheit immer mehr. Obwohl sie zunehmend von Depressionen geplagt wurde – 1905 unternahm sie einen Selbstmordversuch –, gelangte in den letzten Lebensjahren ihre literarische Produktivität auf den Höhepunkt. Es erschienen unter anderem die Aufsätze „Anarchismus und amerikanische Traditionen“ (1909), „Die beherrschende Idee“, „Francisco Ferrer“, „Moderne Erziehungsreform“ (1910), „Direkte Aktion“ und „Die Mexikanische Revolution“ (1911).
Emma Goldman nannte sie „die talentierteste und begabteste Anarchistin, die Amerika jemals hervorgebracht hat“.

## Politische Überzeugungen

### Anarchismus ohne Adjektive
Voltairine de Cleyres politische Haltung veränderte sich während ihres Lebens und führte sie zur Rolle einer Hauptvertreterin des „Anarchismus ohne Adjektive,“ einer Lehre, wie der Historiker George Richard Esenwein sagte, „ohne qualifizierendes Etikett wie kommunistisch, kollektivistisch, mutualistisch oder individualistisch. Für andere, … wurde sie nur einfach als eine Haltung verstanden, die die Koexistenz der verschiedenen anarchistischen Schulen tolerierte.“
Für einige Jahre nahm de Cleyre am amerikanischen Individualanarchismus teil. Ihre frühe Treue zum Individualismus sah sie selbst als Hauptunterscheidung zu Emma Goldman:

„Miss Goldman ist eine Kommunistin, ich bin eine Individualistin. Sie will das Recht auf Eigentum zerstören, ich will es erklären. Ich führe meinen Krieg gegen Privilegien und Autorität, wobei das Recht auf Eigentum, das wahre Recht jeden Individuums, beibehalten wird. Sie glaubt, dass Kooperation die Konkurrenz komplett verdrängen würde; Ich konstatiere, dass Wettbewerb in der ein oder anderen Form immer existieren wird und es höchst wünschenswert ist, dass er es tut.“

Trotz ihrer frühen Abneigung gegeneinander respektierten Goldman und de Cleyre sich auf intellektuellem Gebiet. In ihrem Essay „In Defense of Emma Goldman and the Right of Expropriation“ (deutsch: Zur Verteidigung Emma Goldmans und des Rechts auf Enteignung) schrieb de Cleyre trotz ihrer neutralen Haltung zu dieser Frage auch

„Ich glaube nicht, dass die ganzen Eigentumsrechte New York Citys ein bißchen sensiblen menschlichen Fleisches wert ist … Ich sage, es ist ihre Sache zu entscheiden, ob sie im Anblick von Nahrung und Kleidung außerhalb des Gefängnisses verhungern und erfrieren wollen, oder eine offenkundige Tat gegen die Institution des Eigentums begehen und ihren Platz neben Timmermann und Goldman einnehmen wollen.“

De Cleyre distanzierte sich in einer Äußerung auch vom Individualismus:
Sozialismus und Kommunismus verlangen gemeinsame Bemühung und Verwaltung, die mehr Regulierung darstellen, als mit meinem Ideal von Anarchismus vereinbar wäre; Individualismus und Mutualismus, die auf Eigentum aufbauen, beziehen die Entwicklung einer Privatpolizei ein, die überhaupt nicht mit meinem Begriff von Freiheit vereinbar ist.

 Stattdessen wurde sie zu einer der bekanntesten Vertreter des Anarchismus ohne Adjektive. In The Making of an Anarchist schrieb sie „Ich bezeichne mich nicht länger anders als einfach ‚Anarchistin‘.“

„Die beste Sache, die einfache Arbeiter oder Arbeiterinnen machen könnten, wäre ihre Industrie selbst zu organisieren und alle zusammen das Geld loszuwerden … Lasst sie gemeinschaftlich produzieren, in Kooperation statt als Angestellter und Einstellender; lasst sie sich Gruppe für Gruppe verbünden, lasst jeden nutzen, was er von seinen Produkten braucht, den Rest in Warenhäuser bringen und die anderen die Waren nehmen, wenn sich die Gelegenheit ergibt.“

Es besteht keine Einigkeit darüber, ob Voltairines Zurückweisung des Individualismus eine Hinwendung zum Kommunismus bedeutet habe. Rudolf Rocker und Emma Goldman behaupteten dies zwar; andere – etwa ihr Biograph Paul Avrich – weisen dies zurück.

### Direct Action

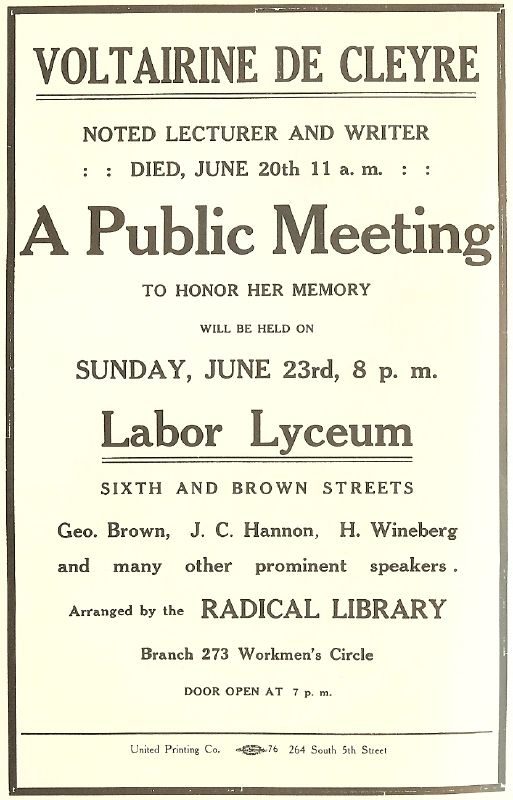
Plakat einer Erinnerungsveranstaltung 1912

Ihr Essay von 1912 zum Thema Direkte Aktion wird heute oft zitiert. In diesem Essay weist de Cleyre mit der Anmerkung „Direkte Aktion wurde immer verwendet und wird heute von den Leuten als moralisch verwerflich dargestellt, die sie im historischen Zusammenhang absegnen“ auf Beispiele wie die Boston Tea Party hin.

### Feminismus
In ihrer 1895 gehaltenen Vorlesung Sex Slavery (Sex- bzw. Geschlechtssklaverei) verurteilt de Cleyre die Schönheitsideale, die Frauen dazu bringe, ihre Körper zu deformieren, und die Sozialisation der Kinder, die unnatürliche Geschlechterrollen erschaffe. Der Titel des Werkes bezieht sich nicht auf weibliche Prostitution – auch wenn diese erwähnt wird –, sondern eher auf die Ehegesetze, die es Männern erlaubten, ihre Gattinnen zu vergewaltigen, ohne dass dies Konsequenzen hat. Solche Gesetze machen „jede verheiratete Frau, egal wer sie ist, zu einer gefesselten Sklavin, die den Namen ihres Herren annimmt, ihres Herren Brot, ihres Herren Befehl, und die den Leidenschaften ihres Herren dient.“

### Antimilitarismus
Sie lehnte das stehende Heer mit der Begründung rigoros ab, dass dessen Existenz die Wahrscheinlichkeit eines Krieges erhöhe. In ihrem Aufsatz Anarchism and American Traditions von 1909 argumentierte sie dass, um Frieden zu erringen, „alle friedlichen Menschen ihre Unterstützung der Armee fallen lassen sollen und von allen, die Krieg zu führen wünschen, verlangen sollen, dies auf eigene Kosten und eigenes Risiko zu tun; dass weder Sold noch Rente für die zur Verfügung stehen soll, die sich entscheiden, Menschentöten zum Geschäft zu machen.“

## Hinterlassenschaft
Eine Sammlung ihrer Reden – The First Mayday: The Haymarket Speeches, 1895-1910 (Der erste 1. Mai: Die Haymarket-Reden) – wurde vom „Libertarian Book Club“ 1980 und 2004 publiziert, „AK Press“ brachte The Voltairine de Cleyre Reader. heraus. 2005 erschienen zwei weitere Sammlungen ihrer Reden und Artikel: bei „SUNY Press“ kam Exquisite Rebel: The Essays of Voltairine De Cleyre - Anarchist, Feminist, Genius und bei der „University of Michigan Press“ Voltairine De Cleyre and the Revolution of the Mind (Voltairine de Cleyre und die Revolution des Geistes) heraus.